# Большие противолодочные корабли проекта 61-МЭ
Большие противолодочные корабли типа «Надёжный», также известные как БПК проекта 61-МЭ (код НАТО — «Kashin-II class» или «Rajput») — тип больших противолодочных кораблей, являющийся модернизацией проекта 61. БПК проекта 61-ЭМ были построены по заказу Индии, но временно, в период постройки и испытаний, были включены в состав Военно-морского флота СССР. Всего было заложено и построено 5 кораблей данного типа, из которых 3 остаются в строю ВМС Индии по состоянию на 2022 год.

## Предыстория
В 1974 году СССР посетила делегация Индии, представители которой выбирали наиболее дешёвый вариант океанского корабля для эскорта своего авианосца. Больше всего делегатам понравились корабли проекта 61, но заказчик пожелал усилить артиллерию, ракетное вооружение и разместить вертолёт в ангаре.
В результате, получился фактически новый проект корабля, созданный в Северном ПКБ главным конструктором Шишкиным А. А. Индийские ВМС сначала заказали три корабля этого проекта, а позже еще два, официально они отнесены к классу эсминцев.

## Тактико-технические характеристики

### Энергетическая установка
Главная энергетическая установка БПК типа «Надёжный» состояла из двух газотурбинных установок (ГТУ) по 27 500 л. с. (по другим данным: из четырёх ГТУ по 18 000 л. с.).

### Вооружение
Вооружение практически ни чем не отличалось от головного проекта 61. За исключением того, что в процессе модернизации вместо кормовой 76-мм артустановки и СУ «Турель» был размещён полуутопленный вертолётный ангар (на БПК проектов 61 и последующих модернизациях 61М и 61Э — ангаров не было, и вертолёт размещался непосредственно на ВПП). Также вместо кормовых пусковых установок ПКРК П-15 в носовой части корабля были смонтированы 4 ПУ для экспортного варианта этих ракет — П-20.
Предполагалось также заменить носовую 76-мм артустановку на 100-мм, но по ряду причин эти планы не были реализованы.
Таким образом, на кораблях проекта 61-ЭМ было следующее вооружение:
1. Артиллерийские комплексы
  - Одна спаренная 76,2-мм артустановка (АУ) АК-726 на 600 выстрелов;
  - Четыре спаренных 30-мм АУ АК-230 на 1 000 выстрелов или четыре шестиствольных 30-мм АК-630М на 3 000 выстрелов.
2. Ракетные комплексы
  - Четыре противокорабельных комплекса (ПКРК) П-20 (с 4 ракетами на комплекс, экспортный вариант П-15 Термит);
  - Две УЗРК «Волна» (по 16 ракет).
3. Противолодочное
  - Один пятитрубный 533-мм торпедный аппарат (ТА) ПТА-53-61 (по 5 торпед);
  - Две двенадцатиствольные (калибр 213 мм) реактивные бомбомётные установки РБУ-6000 (под РГБ-60 снаряд; 96 шт.).
4. Авиационное
  - Один противолодочный вертолёт Ка-25 (в ангаре).
5. Радиолокационное вооружение
  - РЛС обнаружения надводных и воздушных целей «Кливер» и «Ангара»;
  - РЛС управления стрельбой артиллерии «Турель» и «Рысь» (или вместо них две РЛС «Вымпел»);
  - Гидроакустическая станция (ГАС) общего обнаружения «Платина».

## Состав серии
Все корабли проекта 61-ЭМ были заложены на судостроительном заводе (ССЗ) № 445 ССЗ им. 61 Коммунара в городе Николаеве. Даты жизненного цикла кораблей приведены по справочнику.
Подготовка индийских специалистов велась на БПК "Смелый", проект 61, который базировался в учебном центре для иностранных специалистов в Поти.
| Название      | Заводской номер | Заложен    | Спуск      | В строю    | Передан Индии | Новое название | Списан     |
| ------------- | --------------- | ---------- | ---------- | ---------- | ------------- | -------------- | ---------- |
| «Надёжный»    | 2201            | 11.09.1976 | 17.09.1977 | 30.11.1979 | 04.05.1980    | «D51 Rajput»   | 21.05.2021 |
| «Губительный» | 2202            | 29.11.1976 | 27.09.1978 | 30.09.1981 | 10.02.1982    | «D52 Rana»     |            |
| «Ловкий»      | 2203            | 29.06.1977 | 16.06.1979 | 20.07.1983 | 24.11.1983    | «D53 Ranjit»   | 06.05.2019 |
| «Твёрдый»     | 2204            | 24.10.1981 | 12.03.1983 | 30.12.1985 | 28.10.1986    | «D54 Ranvir»   |            |
| «Толковый»    | 2205            | 19.03.1982 | 01.02.1986 | 15.10.1987 | 15.01.1988    | «D55 Ranvijay» |            |